# Katelyn Rowland
Katelyn Morgan Rowland (Walnut Creek, California, Estados Unidos; 16 de marzo de 1994) es una futbolista estadounidense que juega de guardameta para el Kansas City NWSL de la National Women's Soccer League (NWSL) de Estados Unidos.

## Estadísticas

### Clubes
| Club                   | País           | Año             |
| ---------------------- | -------------- | --------------- |
| FC Kansas City         | Estados Unidos | 2015 - 2016     |
| Western New York Flash | Estados Unidos | 2016            |
| Newcastle Jets         | Australia      | 2016 - 2017     |
| North Carolina Courage | Estados Unidos | 2017 - 2021     |
| Kansas City NWSL       | Estados Unidos | 2021 - presente |

## Palmarés

### Títulos nacionales
| Título                         | Club                   | País           | Año  |
| ------------------------------ | ---------------------- | -------------- | ---- |
| National Women's Soccer League | FC Kansas City         | Estados Unidos | 2015 |
| National Women's Soccer League | Western New York Flash | Estados Unidos | 2016 |
| National Women's Soccer League | North Carolina Courage | Estados Unidos | 2018 |
| National Women's Soccer League | North Carolina Courage | Estados Unidos | 2019 |